# Arc Rise Fantasia
Arc Rise Fantasia (アークライズファンタジア Āku Raizu Fantajia?) é um jogo eletrônio de RPG desenvolvido pela Imageepoch e publicado pela Marvelous Interactive Inc. para o Wii. É o primeiro jogo da Imageepoch a não ser desenvolvido para um portátil. Arc Rise Fantasia foi anunciado para lançamento no Japão e América do Norte em 2009.

## Enredo
Arc Rise Fantasia se passa em Fulheim. Criaturas chamadas Feldragons, os "Dragões contaminados", estão causando problemas para o reino. Caso um dragão seja morto, explodirá e contaminará o local. Quando o imperador descobre sobre os ataques que estão ocorrendo na capital Diamant, ele imediatamente envia seu exército para a luta, incluindo L'Arc, um mercenário novato e seu amigo Alf, o príncipe o qual possui a segunda linha na hierarquia de se tornar o imperador. L'Arc se separa e acaba tendo problemas em uma luta com um Feldragon, mas é salvo por uma garota chamada Ryfia, a qual possui muitos segredos sobre seu passado,*SPOILERS* ao avançar na história L'arc descobre que ele é "the child of Easa", ou seja, "a criança de Easa"a divindade maior da religião de fulheim supostamente ele deve escolher entre Real e Imaginal (dois deuses menores), sem saber disso ele por estar com Ryfia  é empurrado para imaginal. Alf seu amigo também é uma "child of Easa"que escolheu Real's law(que supostamente destrói o mundo) entao deve encontrar os 9 (nove) Rogress antes de Alf para poder salvar o mundo da destruição (ou causa-la)*SPOILERS* 